# Ulrike Adeberg
Ulrike Adeberg (Merseburg, 29 december 1970) is een Duits oud-langebaanschaatsster. Ze is de zus van oud-schaatser Peter Adeberg.

## Biografie
Ulrike Adeberg werd twee keer wereldkampioene bij de junioren. In 1988 eindigde ze al als twaalfde in het klassement en veroverde ze goud op de 500 meter, zilver op de 1500 meter en brons op de 3000 meter. De 1000 meter ging de mist in met een 23e positie.
Het WK Junioren 1989 (goud op de 1500 meter en 1000 meter) en het WK Junioren 1990 (goud op de 1500 meter, 1000 meter en 3000 meter) wist ze te winnen.
Adeberg heeft tijdens haar loopbaan continu moeten opboksen tegen andere talentvolle landgenotes zoals Heike Warnicke, Gunda Niemann en Claudia Pechstein. Toen ze in 1991 voor het eerst deelnam aan een international seniorentoernooi werd ze direct zevende (zowel bij het EK als bij het WK Allround), maar daarna duurde het tot 1994 voordat ze weer op een internationaal kampioenschap verscheen doordat de concurrentiestrijd in eigen land enorm was. In dat jaar won ze zilver tijdens de WK Allround (gouden medaille op de 500 meter en een zilver medaille op de 3000 meter), maar dat toernooi werd door veel toprijdsters gemeden omdat het niet paste in hun voorbereidingen op de Olympische Spelen.
In 1998 benaderde Adeberg voor het laatst een internationale podium plaats, ze werd toen vierde tijdens het EK Allround (bij afwezigheid van Niemann). In 2000 beëindigde Adeberg haar carrière.

## Persoonlijke records
- 500 m – 40,92 (1998)
- 1000 m – 1.21,09 (1998)
- 1500 m – 2.01,84 (1998)
- 3000 m – 4.13,47 (1999)
- 5000 m – 7.23,39 (1999)

## Resultaten
| jaar | EK Allround | WK Allround | WK Sprint | WK Afstanden      | Olympische Spelen | WK Junioren |
| ---- | ----------- | ----------- | --------- | ----------------- | ----------------- | ----------- |
| 1988 |             |             |           |                   |                   | 12e         |
| 1989 |             |             |           |                   |                   | Goud        |
| 1990 |             |             |           |                   |                   | Goud        |
| 1991 | 7e          | 7e          |           |                   |                   |             |
| 1994 | 5e          | Zilver      |           |                   | 14e 1500m         |             |
| 1995 | 8e          |             |           |                   |                   |             |
| 1996 |             |             | 19e       |                   |                   |             |
| 1997 | 10e         |             |           |                   |                   |             |
| 1998 | 4e          |             |           |                   |                   |             |
| 1999 | 11e         | nc18        |           | 9e 3000m 9e 5000m |                   |             |

## Wereldrecords
| Nr. | Afstand      | Tijd    | Datum         | Baan    |
| --- | ------------ | ------- | ------------- | ------- |
| jr  | minivierkamp | 172,018 | 11 maart 1990 | Berlijn |